# PFC Minyor Pernik
Maillots
Le Professionalen Futbolen Klub Minyor Pernik (en bulgare : Професионален Футболен Клуб Миньор Перник), plus couramment abrégé en Minyor Pernik, est un club bulgare de football fondé en 1919 et basé dans la ville de Pernik.

## Histoire

### Chronologie
- 1919 : Fondation du SC Krakra.
- 1944 : Fusion du SC Krakra avec le SC Svetkavitsa, le SC Benkovski et le ZHSK. Création du Sport Club Rudnichar.
- 1946 : Le club est renommé Repulicanets'46.
- 1952 : Le club prend le nom définitif de PFC Minyor Pernik.

## Palmarès
| Compétitions nationales |
| --- |
| - Coupe de Bulgarie : - Finaliste : 1957-58. - Championnat de Bulgarie D2 : - Vice-champion : 1989-90, 1995-96 et 2007-08. |

## Personnalités du club

### Présidents du club
- Georgi Slavchev
- Plamen Atanasov

### Entraîneurs du club
| - Anton Velkov (juillet 2009 - septembre 2010) - Stoycho Stoev (septembre 2010 - septembre 2012) - Nikolai Todorov (septembre 2012 - juillet 2014) - Valeri Damyanov (juillet 2014 - décembre 2014) | - Hristo Yanev (janvier 2015 - juillet 2015) - Danail Bachkov (juin 2017 - novembre 2017) - Nikolai Todorov (décembre 2017 - ) - Youri Vasev |